# Luis de Góngora y Argote
Luis de Góngora y Argote (Córdoba, 11. lipnja 1561. – Córdoba, 24. svibnja 1627.), španjolski barokni pjesnik.
U početku je pisao u duhu narodne poezije i usavršio izraz romanci, no ubrzo je počeo tražiti nov pjesnički jezik, stvarati vlastitu sintaksu i razrađivati smionu metaforiku, često punu mitološke simbolike, nepristupačnu nedovoljno obrazovanu čitaocu (poeme Samoće, Polifem i Galatea, obje oko 1611.). Smatra se jednim od glavnih predstavnika kulteranizma (prema španj. culto=učen), pravca što je po njegovim epigonima nazvan i gongorizam, i jedan je od najvećih predstavnika hermetičke lirike uopće. Utjecao je i na razvoj europske poezije 20. stoljeća.